# 유럽 불교 협회
유럽불교협회(European Buddhist Union, 이하 EBU)는 유럽 각국의 불교 협회 및 불교 관련 단체들의 연합 우산 단체이다.
EBU는 불교의 모든 종파에 대해 열려있으며 불교의 가르침에 기반하여 모든 종파가 통합되고, 구성원간 영적인 교류의 증대를 위해 일하고 있다. 'EBU 미션과 비전'에 따르면, 단체의 목표는 유럽 불교인들간의 영적 교류를 가능케하고, 이를 통해 불교 가르침에 따른 사회적인 활동과 아이디어를 지지하며, 유럽뿐만이 아닌 전 세계적으로 불교인들의 목소리를 높이는 것이다.
1975년, 런던에서 폴 아놀드에 의해 설립된 EBU는 같은 해, 첫 연례 총회를 파리에서 개최하였으며, 매년 개최국을 바꾸어 가며 진행하고 있다.(2017년에는 9월은 폴란드에서 열림)
현재, 유럽 16개국의 50개 회원 단체가 가입되어 있으며, 해마다 유럽 및 국제적인 단체와의 교류를 넓혀 가고 있다.
현재 유럽 지역에 300만여명의 불교인이 있으며, 유럽 지역에서의 불교인의 비율은 낮지만(0.4%), 다문화 글로벌 사회의 영향으로 인한 아시아 불교 국가들로부터 온 이민자들의 유입으로 이슬람과 함께 유럽에서 빠르게 신자 수가 증가하고 있는 종교 중 하나이다. 실제로 유럽불교협회 산하 각 국 불교협회들은 이민자 출신의 불교인/단체와도 교류를 맺고 있다.
유럽불교협회는 2008년에 유럽 평의회(Council of Europe)의 참여 지위를 획득한 단체가 되었고, 이 때부터 매년 유럽 평의회의 국제 NGO 컨퍼런스에 참여하고 있다. 2014년 당시 EBU 대표였던 미첼 아길라(Michel Aguilar)는 3년 임기 기간의 유럽 평의회의 인권위원회(160개 NGO로 구성) 의장으로 선출되기도 하였다. 이 기구의 현 의제로는 인권 옹호자의 보호, 언론과 인권, 종교와 인권, 아동과 인권, 사회 헌장, 경제 사회적 권리 등을 포함한다.
EBU는 유럽 연합(EU)과 유럽 종교단체들간의 대화 프로그램의 정규 참여자로 활동하고 있으며, EU 인권 헌장의 틀안에서 사회적 차별 방지와 종교간 상호 이해 증진을 위해 일하는 종교와 신념 유럽 네트워크의 설립 멤버이기도 하다.
EBU는 또한 세계불교도우의회(2000) 및 국제불교연맹(2014)의 회원이기도 하다.

## EBU의 주요 활동 및 조직 구성
단체의 목표를 달성하기 위한 여러 영역에서의 활동은 EBU내 다수의 위원회와 네트워크들로 구성이 되는데, 이를 통해 회원들을 연결 시켜주고 유럽의 주요 기관들과의 대화 프로그램을 형성하고, 행사와 각종 컨퍼런스를 기획, 조직한다.

### EBU 위원회
- 각국 불교협회 위원회 : 유럽 각국의 불교협회들을 연결, 관리하는 위원회
- 유럽 문제 위원회 : 유럽 평의회, 유럽 연합(EU), 기타 유럽 기관 단체들에 EBU 대표부를 두고 관할하는 역할과, EBU 회원들에게 현 유럽의 문제와 현안들에 관해 알려준다.
- EBU 행사 위원회 : 국제 컨퍼런스 및 회의 기획 운영
- EBU 연례 총회 : 매년 9월, 유럽 내 모든 불교 종단으로부터 온 대표들 및 자원봉사자들이 모여 연례 회의를 갖고, 워크샵, 토론회 및 여러 활동들을 통하여 그동안의 경험을 공유하고 EBU의 미래를 함께 계획한다.

### EBU 네트워크
- 유럽 불교 선생 네트워크 : 모든 종파의 유럽 불교 선생들간 상호 이해와 열린 대화의 장
- 세계관 공유 네트워크 : 불교인들과 타종교, 무신론자 등 다른 세계관을 가진 사람들과의 상호 이해를 위한 모임
- 여성과 불교 네트워크
- 채식 다르마 네트워크 : 불교인들의 채식주의적 삶에 관한 연구 모임
- 레인보우 사원 네트워크 : 불교인들의 하위 문화와 성소수자들의 영적 관심사를 다루는 모임
- 불교인 행동의 달 : 불교 특유의 정적인 생활과 세상으로부터의 은둔적 생활을 때때로 탈피하여, 불교적 가치에 기반을 둔 사회적 변화를 시도하기 위해 매년 6월 한달간 축제를 마련하고 행동을 실천한다.

그 외, 유럽불교협회는 회원(단체)들의 각종 활동을 지원하고, 유럽인들에게 이를 알리는 역할을 하고 있다.

## 같이 보기
- 칼미키야의 불교